# Leidsestraat
Leidsestraat (« rue de Leyde » en néerlandais) est une rue commerçante très animée d'Amsterdam.

## Situation et accès
Elle est située dans l'arrondissement Centrum et relie les places de Koningsplein et de Leidseplein qui comptent également parmi les plus animées de la ville, et croise trois canaux du Grachtengordel, le Herengracht, le Keizersgracht et le Prinsengracht.

## Origine du nom
Elle rappelle la Leidsepoort (« porte de Leyde ») à laquelle elle menait.

## Historique
Sa construction remonte au plan d'expansion de la ville de 1658, dans lequel elle reliait la Heiligewegspoort (« porte de Heiligeweg ») à la Leidsepoort (« porte de Leyde ») qui lui a donné son nom. La rue faisait alors partie de la Heiligeweg qui conduisait à la chapelle Heilige Stede, située entre Kalverstraat et le Rokin.
Le COC Nederland, organisation néerlandaise de défense des droits des homosexuels et des minorités sexuelles a été créée en 1946 au numéro 67-71 de la rue. Étant donné que la rue permettait de relier le siège du COC à la discothèque DOK située sur au bord du Singel, la rue devint aussi connue à partir des années 1950 comme un lieu où les hommes pouvaient se rencontrer pour avoir des rapports sexuels (non tarifés). Cela valut à la rue le surnom de « rue de la Vaseline », qui fut par la suite donné à la Reguliersdwarsstraat, devenue la principale rue LGBT de la ville.

## Bâtiments remarquables et lieux de mémoire
Elle est l'une des rues les plus chères dans la version néerlandaise du Monopoly.